# South Daytona
South Daytona es una ciudad ubicada en el condado de Volusia en el estado estadounidense de Florida. En el Censo de 2010 tenía una población de 12.252 habitantes y una densidad poblacional de 939,15 personas por km².

## Geografía
South Daytona se encuentra ubicada en las coordenadas 29°9′55″N 81°0′25″O / 29.16528, -81.00694. Según la Oficina del Censo de los Estados Unidos, South Daytona tiene una superficie total de 13.05 km², de la cual 9.62 km² corresponden a tierra firme y (26.29%) 3.43 km² es agua.

## Demografía
Según el censo de 2010, había 12.252 personas residiendo en South Daytona. La densidad de población era de 939,15 hab./km². De los 12.252 habitantes, South Daytona estaba compuesto por el 84.29% blancos, el 10.9% eran afroamericanos, el 0.29% eran amerindios, el 1.1% eran asiáticos, el 0.06% eran isleños del Pacífico, el 1.15% eran de otras razas y el 2.21% pertenecían a dos o más razas. Del total de la población el 5.48% eran hispanos o latinos de cualquier raza.